# Extinderea zonei euro
     Zona euro (20)
     State membre UE care sunt obligate să adere la Euro (6)
     State membre UE care au negociat posibilitatea de a opta pentru a rămâne în afara zonei Euro (1)
     Țări din afara UE care utilizează moneda Euro în virtutea unui acord (4)
     Țări din afara UE care utilizează moneda Euro în absența unui acord (2)

Zona euro (20)
State membre UE care sunt obligate să adere la Euro (6)
State membre UE care au negociat posibilitatea de a opta pentru a rămâne în afara zonei Euro (1)
Țări din afara UE care utilizează moneda Euro în virtutea unui acord (4)
Țări din afara UE care utilizează moneda Euro în absența unui acord (2)

Extinderea zonei euro este un proces în desfășurare în cadrul Uniunii Europene (UE). Toate statele membre ale Uniunii Europene (cu excepția Danemarcei, care a negociat o derogare de la obligație) sunt obligate să adopte moneda euro ca monedă unică odată ce îndeplinesc criteriile stabilite. Acestea includ: respectarea criteriilor privind datoria publică și deficitul bugetar conform Pactului de stabilitate și creștere, menținerea inflației și a ratelor dobânzilor guvernamentale pe termen lung sub anumite valori de referință, stabilizarea cursului de schimb al monedei naționale față de euro prin participarea la Mecanismul European al Ratelor de Schimb (ERM II), precum și asigurarea compatibilității legislației naționale cu statutul BCE, statutul SEBC și articolele 130 și 131 din Tratatul privind funcționarea Uniunii Europene.
Începând cu anul 2025, 20 de state membre ale UE fac parte din zona euro. Primele 11 (Austria, Belgia, Finlanda, Franța, Germania, Irlanda, Italia, Luxemburg, Țările de Jos, Portugalia și Spania) au introdus euro la 1 ianuarie 1999, când moneda era disponibilă doar în format electronic. Grecia s-a alăturat la 1 ianuarie 2001, cu un an înainte ca monedele și bancnotele euro să înlocuiască valutele naționale din zona euro. Ulterior, următoarele opt țări au aderat la zona euro la 1 ianuarie în anii menționați: Slovenia (2007), Cipru (2008), Malta (2008), Slovacia (2009), Estonia (2011), Letonia (2014), Lituania (2015) și Croația (2023).
Șase state membre rămase (Bulgaria, Cehia, Ungaria, Polonia, România și Suedia) sunt obligate prin tratatele UE să adopte euro odată ce îndeplinesc criteriile economice cunoscute sub denumirea de criterii de convergență. Dintre acestea, doar Bulgaria participă în prezent la ERM II. Deoarece participarea la ERM II timp de cel puțin doi ani este o condiție esențială, iar statele care nu sunt în zona euro decid singure când să adere la ERM II, acestea pot amâna respectarea criteriilor de convergență prin neaderare. În iulie 2025, actele legislative necesare pentru adoptarea euro în Bulgaria au fost aprobate, iar țara se află în proces de aderare ca al 21-lea stat membru al zonei euro, începând cu 1 ianuarie 2026.
Toate statele membre care nu folosesc euro sunt evaluate din doi în doi ani de către Banca Centrală Europeană (BCE) și Comisia Europeană pentru respectarea criteriilor de convergență, cel mai recent raport fiind publicat în iunie 2024. Statele membre pot solicita evaluarea conformității și în afara acestui ciclu bienal, în orice lună aleasă, deoarece îndeplinirea criteriilor poate varia pe parcursul anului. Danemarca beneficiază de o derogare oficială prin tratat de la obligația de a adopta euro, chiar și în cazul respectării criteriilor; această situație s-a aplicat istoric și Regatului Unit, până la retragerea sa din UE la 31 ianuarie 2020.
BCE a demarat la 1 noiembrie 2023 o fază de pregătire de doi ani pentru crearea unui euro digital (care a fost propus, dar nu încă adoptat) ca metodă digitală suplimentară de plată, coexistând cu cele patru metode existente: numerar, carduri de plată, conturi bancare și alte forme digitale de plată. Dacă euro digital va fi adoptat, va putea fi utilizat ca metodă de plată suplimentară de către cetățenii din zona euro și va fi disponibil și pentru cetățenii microstatelor europene, sub rezerva revizuirii acordurilor monetare. Orice stat membru care nu este în zona euro va putea, conform articolului 18 din propunerea de regulament al Consiliului, să adopte euro digital ca metodă de plată pentru cetățenii săi (fără a adera la zona euro) pe baza unui acord de adoptare a euro digital semnat între BCE și banca centrală națională a statului respectiv.